# Crótopo
En la mitología griega, Crótopo o Crotopo (Κρότωπος) es un descendiente de Foroneo, siendo rey de Argos e hijo de Agénor. 
Pausanias dice que  Ío, hija de Yaso, bien en la forma que narra Heródoto, bien en la forma que dicen los griegos, fue a Egipto; Crotopo, el hijo de Agénor, obtuvo el poder después de Yaso, y de Crotopo nació Esténelas, y Dánao vino de Egipto contra Gelánor, hijo de Esténelas, y quitó el reino a los descendientes de Agénor. En tiempos del reinado de Crotopo en Argos, Psámate, la hija de Crotopo, dio a luz un hijo de Apolo, pero, dominada por el temor a su padre, expuso al niño. Unos perros del rebaño de Crotopo que lo encontraron lo destrozaron, y Apolo envió a la ciudad de Argos a Poine. Dicen que ésta arrebataba los hijos a sus madres, hasta que Corebo, para ayudar a los argivos, dio muerte a Poine.
Según Eusebio, disertando acerca de los reyes de los argivos, dice que empezaron por Ínaco y terminando con Esténelo, hijo de Crotopo. Estos reyes reinaron un total de 382 años, hasta que Esténelo fue expulsado por Dánao, que se hizo con el control de Argos. Crotopo gobernó veintiún años. Eusebio dice que durante el gobierno de Crotopo sucedió la conflagración de Faetonte y el diluvio de Deucalión.